# ويليام جريفيث
ويليام جريفيث (بالإنجليزية: William Griffith)‏ (و. 1853 – 1918 م) هو مهندس معادن، وكاتب، توفي عن عمر يناهز 65 عاماً.